# 宋之的
宋之的（1914年4月—1956年4月17日），原名宋汝昭，河北丰润人，中国剧作家。

## 生平
宋之的是河北省丰润县宋家口头村人。北平大学法学院俄文经济系肄业。1930年5月28日，首次以“宋之的”为笔名在《新晨报》副刊发表处女作《黎曙》，1932年参加中国左翼戏剧家联盟并领导新地剧社、大地剧社等，并且参加了夏衍领导的左翼影评小组，1935年赴太原任西北电影公司和西北剧社编剧。1937年在上海组织抗日救亡演剧一队，任副队长。1939年在重庆组织作家战地访问团，任副团长。1941年，组织旅港剧人协会、中国艺术剧社。1946年，后任山东大学教授、东北文协《生活报》主编。1948年参加中国人民解放军。
中华人民共和国成立后，历任第四野战军南下工作团研究室主任，总政治部文化部处处长兼《解放军文艺》总编辑，中国文联第一、二届委员，中国作协第一届理事，中国政协第一届常务理事，《剧本》月刊主编。作品有话剧《谁的罪》、《雾重庆》、《国家至上》，电影剧本《无限生涯》和《打击侵略者》，古典歌舞剧《九件衣》等。
1955年8月，任中国人民解放军总政治部文艺处处长，获上校军衔，同年写《保卫和平》。1956年3月，患肝脏硬化症入院。4月17日，因患肝癌在北京去世，享年42岁。

## 作品
主要作品包括话剧《谁的罪》、《雾重庆》、《国家至上》，电影剧本《无限生涯》，歌剧《打击侵略者》，古典歌舞剧《九件衣》等。
- 《无限生涯》（电影文学剧本）1935
- 《刑》（话剧）1936，大东出版社
- 《罪犯》（话剧，又名《谁之罪》）1937，上杂[5]
- 《武则天》（话剧）1937，生活出版社
- 《烙痕》（独幕剧集）1937，上杂出版社
- 《赐儿集》（短篇小说集）1937，上海一般书店；后改名《控诉》，1940，上杂出版社；1957，戏剧出版社
- 《太平年》，话剧，1937，上杂出版社
- 《平步登天》（话剧）1937，上杂出版社
- 《善忘的人》（话剧）1937，上杂出版社
- 《旧关之战》（话剧）1938，生活出版社
- 《民族万岁》（话剧）与陈白尘合著，1938，上杂出版社
- 《旗舰出云号》（话剧）1938，生活出版社
- 《黄浦江边》（话剧）1938，生活出版社
- 《自卫队》（话剧），又名《民族光荣》）1939，上杂出版社
- 《黑字二十八》（话剧，又名《全民总动员》与曹禺合编，1940，正中出版社
- 《鞭》（话剧，又名《雾重庆》）1940，生活出版社
- 《转形期》（短剧集）1941，（桂林）上杂出版社
- 《小夫妻》（报告文学）与沙汀等合著，1941，香港群众出版社
- 《祖国在呼唤》（话剧1943，桂林远方书店
- 《国家至上》（话剧）与老舍合著，1943，汉口南方印书馆
- 《戏剧春秋》（话剧）与夏衍、于伶合著，1943，重庆未林出版社
- 《草木皆兵》（话剧）与夏衍、于伶合著，1944，重庆未林出版社
- 《春寒》（话剧）1945，重庆未林出版社
- 《凯歌》（独幕剧集）1946，上杂出版社
- 《人与畜》（独幕剧集）1948，哈尔滨光华书店
- 《群猴》（独幕剧集，又名《人与畜》）1949，香港新中国书局
- 《九件衣》（京剧）1949，上杂出版社
- 《爱国者》（话剧）1950，上杂出版社
- 《皇帝与妓女》（京剧）1950，上杂出版社

## 家庭
妻子王苹是中国导演，先后导演了《冲破黎明前的黑暗》、《柳堡的故事》、《永不消逝的电波》、《勐垅沙》、《槐树庄》、《闪闪的红星》、音乐舞蹈史诗《东方红》和《中国革命之歌》等作品。两人有四个孩子。